# رود ویتگرا
رود ویتگرا (روسی: Вытегра؛ IPA: [ˈvɨtʲɪɡrə]) یک رودخانه در استان ولوگدای کشور روسیه است.